# Noche

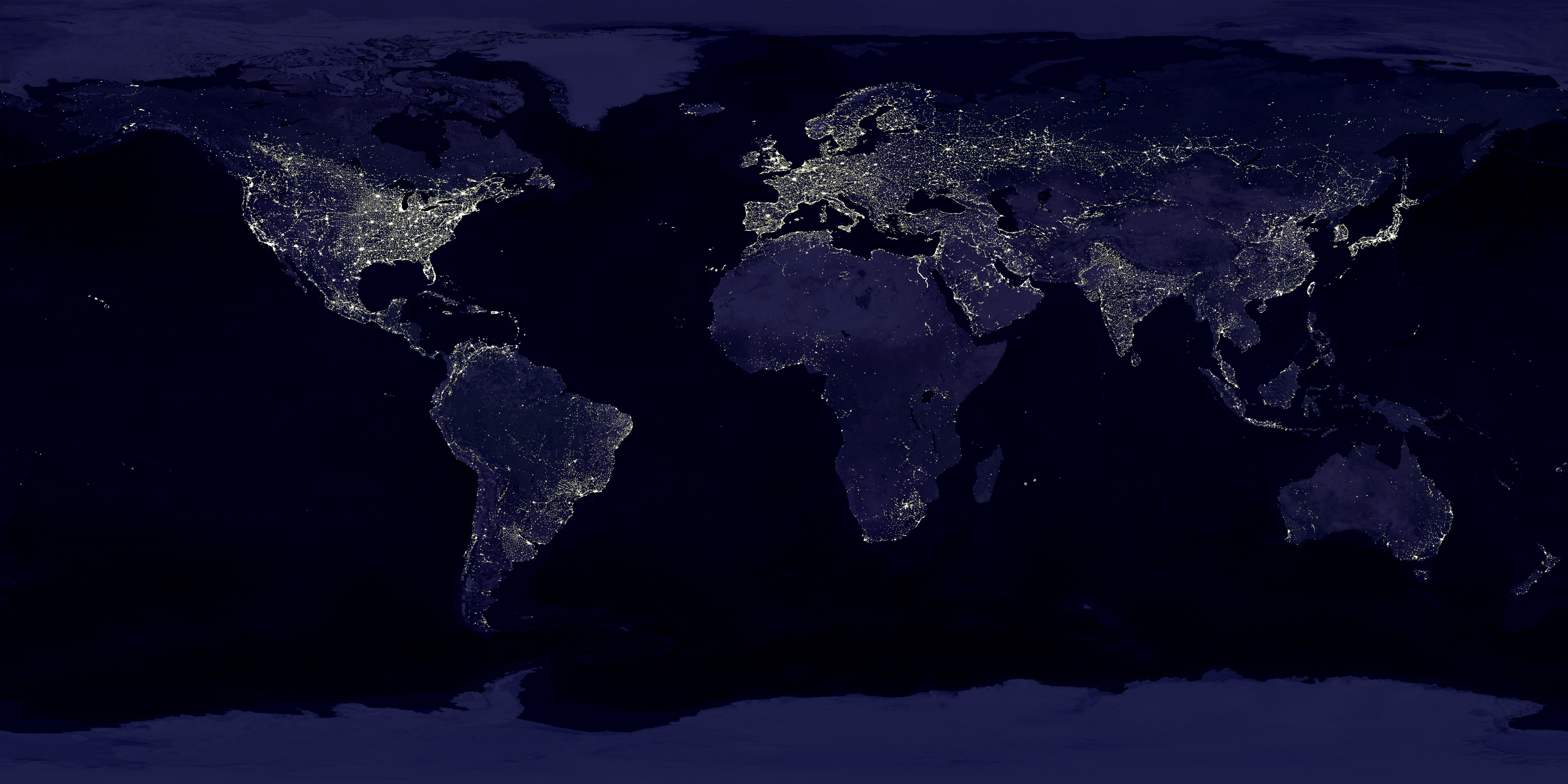
Ejemplo de la tierra de noche (tierra hipotética), donde se ven las luces producidas por todo el planeta.

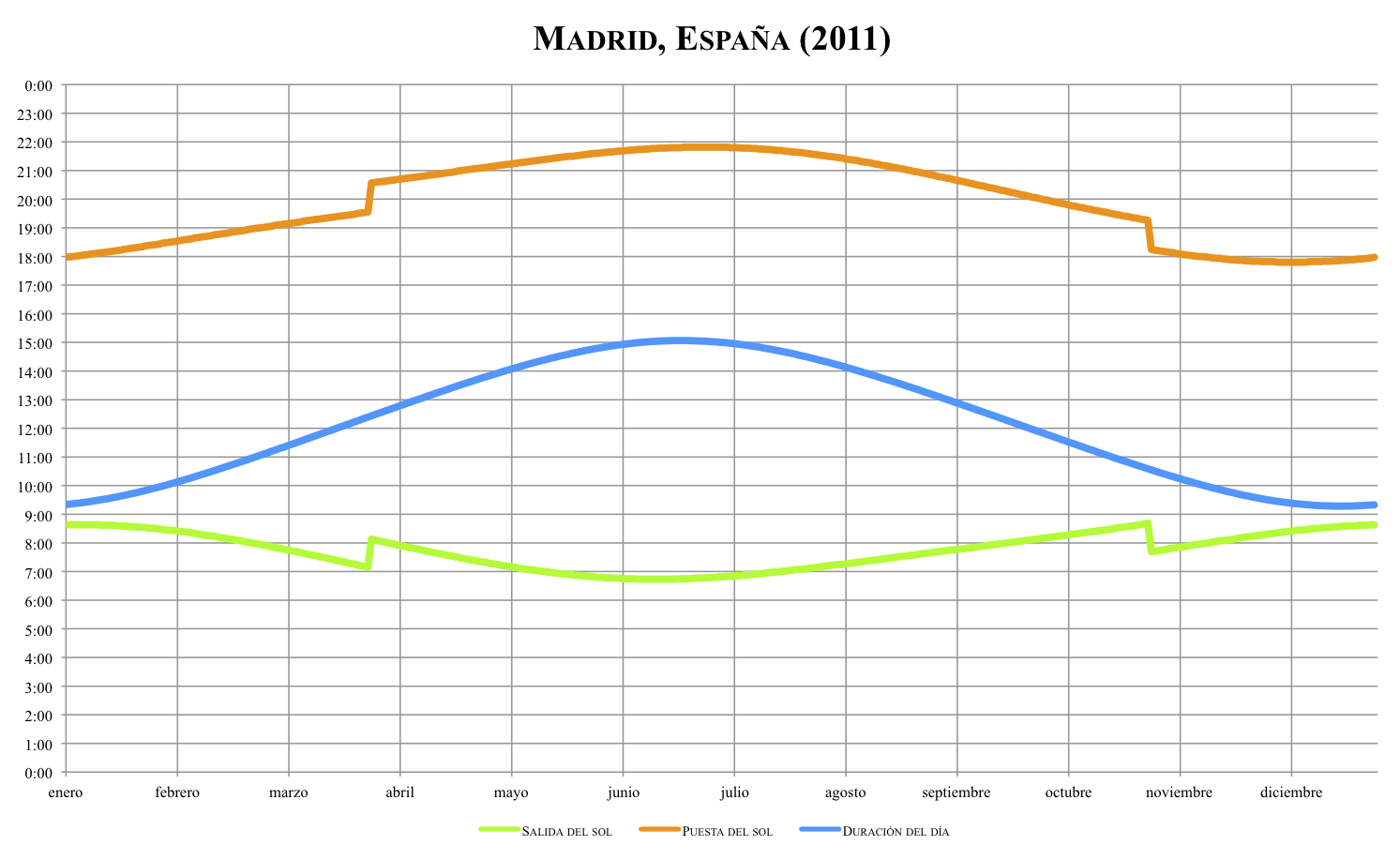
Variación de la duración del día, puesta de Sol y amanecer a la 40° de latitud (Madrid) durante 2011.

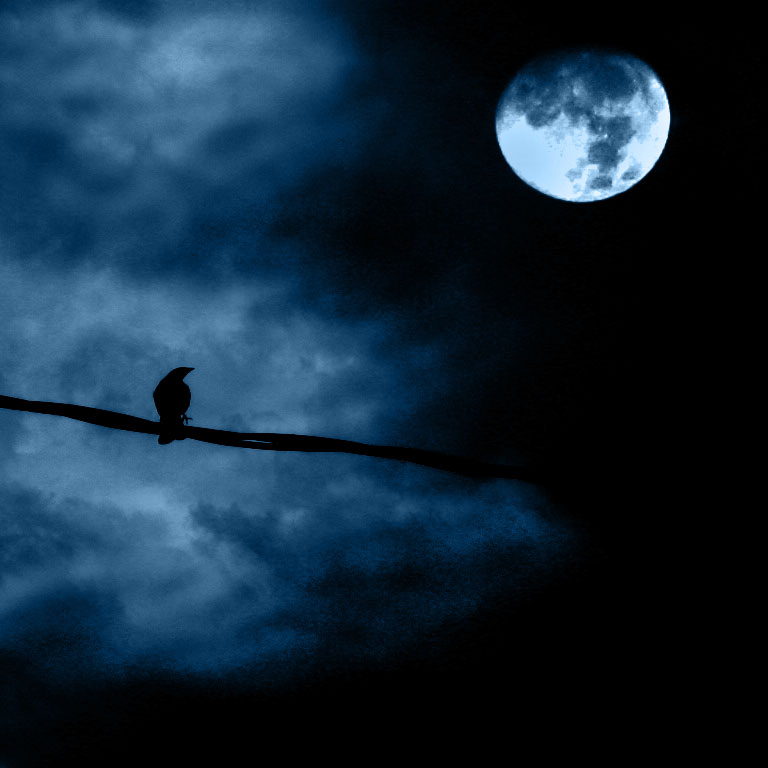
El comienzo de la noche.

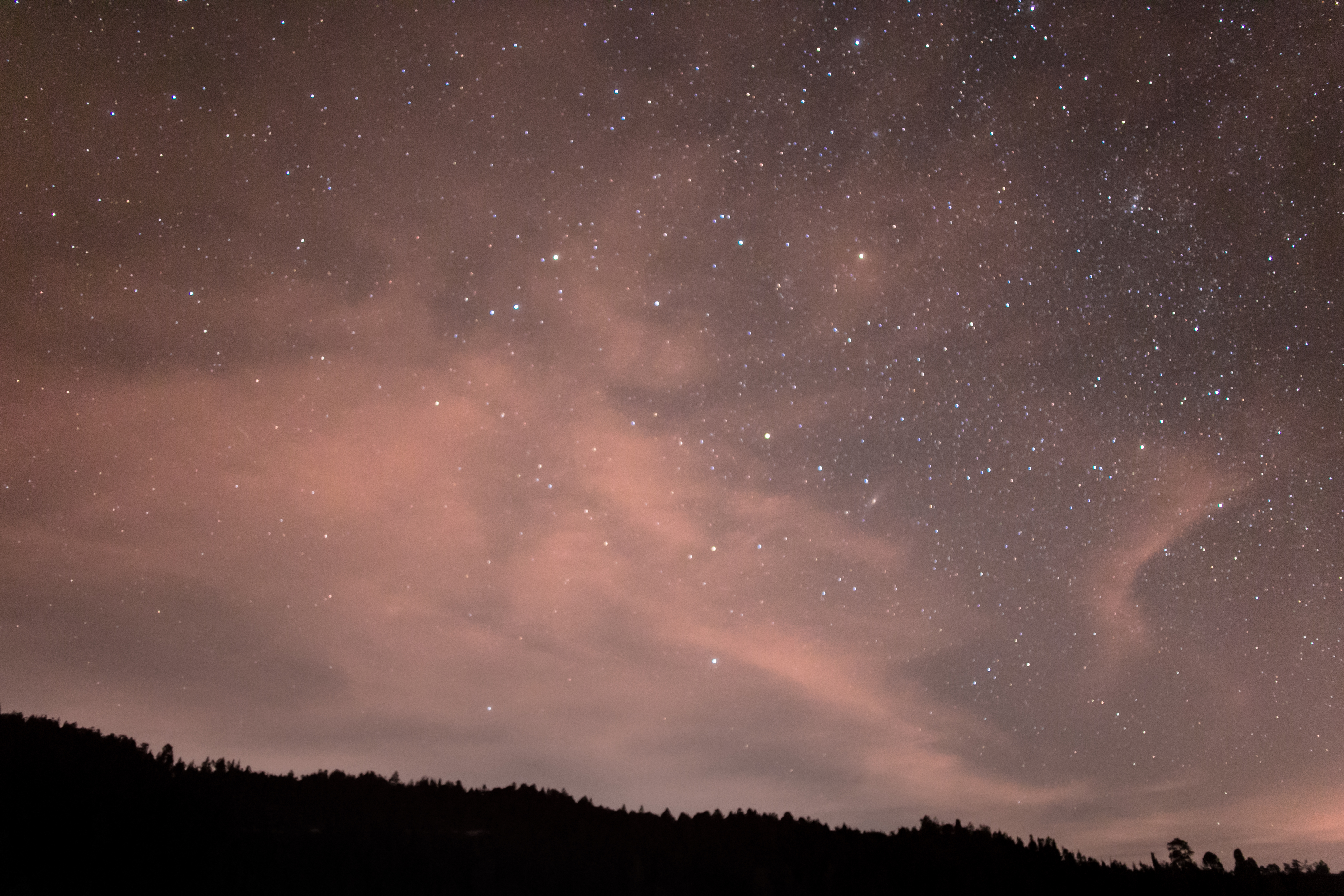
Cielo estrellado en la noche (Michoacán, México).

Noche (del latín: Nox, noctis) es el periodo durante el cual una parte de la Tierra, por acción de la rotación, deja de recibir la luz solar y, por ende, permanece en oscuridad. Está comprendido entre atardecer del Sol y amanecer del día siguiente. Sigue por lo tanto a la tarde y antecede a la madrugada.
Una actividad de la noche se le conoce como actividad nocturna.
La refracción por la atmósfera de los rayos luminosos del Sol motiva que veamos luz cuando el Sol ya se ha puesto: crepúsculo vespertino. Dicha refracción alarga el día y acorta la noche.
Medido desde el mediodía, el ocaso se caracteriza por un ángulo horario H donde
cos(H) = -tan(F) * tan(D)
siendo F la latitud del lugar y D la declinación solar. El orto ocurre a un ángulo horario -H.
La duración del día y la noche va cambiando en el transcurso del año, siendo la duración media del día de 12 horas (en todas las latitudes), en los equinoccios más de 12 horas en primavera y verano, alcanzando el día más largo en el solsticio de verano, donde también ocurre la noche más corta. Por el contrario el día dura menos de 12 horas en otoño e invierno, alcanzándose en el solsticio de invierno el día más corto y la noche más larga.
Los organismos responden a los cambios que conlleva el anochecer, como la oscuridad, el aumento de la humedad y el descenso de las temperaturas. Sus respuestas incluyen reacciones directas y ajustes al ritmo circadiano, regido por un reloj biológico interno. Estos ritmos circadianos, regulados por la exposición a la luz y a la oscuridad, afectan al comportamiento y a la fisiología del organismo. Los animales más activos por la noche se denominan nocturnos y tienen adaptaciones para la poca luz, incluyendo diferentes formas de visión nocturna y la intensificación de otros sentidos. Los animales diurnos son activos durante el día y duermen por la noche; los mamíferos, las aves y algunos otros sueñan mientras duermen. Los hongos responden directamente al anochecer y aumentan su biomasa. Con algunas excepciones, los hongos no dependen de un reloj biológico. Las Plantas almacenan la energía producida mediante fotosíntesis en forma de gránulos de almidón para consumirlos por la noche. Las algas realizan un proceso similar, y las cianobacterias pasan de la fotosíntesis a la fijación de nitrógeno tras la puesta de sol. En entornos áridos como los desiertos, las plantas evolucionaron para ser más activas por la noche, y muchas de ellas recogen dióxido de carbono durante la noche para realizar la fotosíntesis durante el día. Los cactus de floración nocturna dependen de polinizadores nocturnos como murciélagos y polillas para reproducirse. La contaminación lumínica altera los patrones de los ecosistemas y es especialmente perjudicial para los insectos nocturnos.
Históricamente, la noche ha sido un momento de mayor peligro e inseguridad. Muchos controles sociales diurnos se disipaban tras la puesta de sol. Los robos, las peleas, los asesinatos, las actividades sexuales tabú y las muertes accidentales se hicieron más frecuentes debido, en parte, a la reducción de la visibilidad. Las culturas tienen deidades personificadas de la noche asociadas con algunos o todos estos aspectos de la noche. El folclore de muchas culturas contiene "criaturas de la noche", como hombres lobo, brujas, fantasmas y duendes, que reflejan los temores y ansiedades de la sociedad. La introducción de la iluminación artificial amplió las actividades diurnas. Las principales ciudades europeas colgaron faroles que albergaban velas y lámparas de aceite en el siglo XVII. En el siglo XIX, el alumbrado de gas y la luz eléctrica crearon una iluminación sin precedentes. Se amplió la gama de actividades de ocio socialmente aceptables y varias industrias introdujeron el turno de noche. La Vida nocturna, que abarca bares, clubes nocturnos y locales culturales, se ha convertido en una parte importante de la cultura urbana, contribuyendo a los movimientos sociales y políticos.

## Historia
Entre los hebreos, griegos y algunas otras naciones la noche se dividía en cuatro partes que se llamaban velas o guardias vigiliae, custodiae porque durante ellas velaban tanto los que estaban de guardia militar como los pastores que guardaban los rebaños y duraban unas tres horas cada una. La primera comenzaba luego de puesto el sol y se llamaba tarde, vespere, y duraba más o menos hasta las nueve; la segunda, desde esta hora a las doce y se llamaba media noche; la tercera, de las doce a las tres y solían llamarla canto del gallo y la cuarta, desde las tres hasta las seis o salida del sol a la cual llamaban mañana, mane o custodia matutina.
Los romanos daban el nombre de nox intempesta a la parte de noche que mediaba desde el concubium u hora en que se iban a la cama hasta medianoche. Los francos y galos contaban por noches y no por días. Los primitivos anglosajones practicaban la misma costumbre.
Noche o de la noche es el período de tiempo entre la puesta y la salida del sol cuando el dom está por debajo del horizonte. Esto ocurre después de anochecer. Lo contrario de la noche es día (o " día "para distinguirlo de" día "como se usa por un período de 24 horas). Los puntos de inicio y de fin de tiempo de una noche variar en función de factores tales como la estación, latitud, longitud y zona horaria.
En un momento dado, uno de los lados del planeta Tierra está bañada por la luz del sol (durante el día) y el otro lado de la Tierra está en la sombra causada porque la Tierra bloquea la luz del sol. Esta sombra es lo que llamamos la oscuridad de la noche. La Iluminación natural sigue en manos de una combinación de luz de la luna, planetario luz, luz de las estrellas, difusa luz zodiacal, gegenschein y resplandor. En algunas circunstancias, la bioluminiscencia, auroras y relámpago puede proporcionar algo de iluminación. El brillo proporcionado por la iluminación artificial se refiere a veces como la contaminación lumínica, ya que puede interferir con la astronomía observacional y los ecosistemas.

### Etimología y división de la noche
En la tradición cristiana, si el día se dividía en "horas", la noche se dividía en "vigilias", siendo tres las partes que se aplicaban al periodo nocturno; los romanos la ampliaron posteriormente a cuatro vigilias, enumeradas por números, partes que se aplicaban a las guardias en los campamentos. De esta herencia romana procede también la división de los centinelas, que partían la noche en cuartos: prima, modorra, modorrilla y alba, división que aún perdura en los ejércitos, y de la cual se extiende el uso de la palabra "modorra" como cansancio somnoliento.
San Isidoro, en su obra, estableció una división de la noche en siete partes: vesper, crepusculum, conticinium, intempestum, gallicinium, matutinum y diluculum. Alfonso de Palencia, en su "Vocabulario universal en latín y en romance" (Sevilla, 1490) recoge ocho: tarde ("poniéndose el sol"), crepúsculo ("cuando comienzan las tinieblas"), concubio ("cuando los hombres duermen"), noche intempesta ("cuando todos los animales reposan profundamente"), conticinio ("cuando todas las cosas parecen estar en silencio"), gallicinio ("cuando los gallos comienzan a cantar"), dilúculo ("cuando estos cantan anunciando la cercanía del alba") y antelucano ("cuando ya el alba comienza a disipar las tinieblas").
El castellano posee numerosas palabras para definir los diversos aspectos de la noche. De la división de San Isidoro se heredan muchas de las etimologías, así conticinio (parte de la noche en que todo está en silencio), galicinio (hora previa al alba en la que canta el gallo), o dilúculo (la última de las partes). Por otro lado, de la división recogida por Alfonso de Palencia procede concubio, tiempo en que se recogen las gentes para dormir, sinónimo de queda. El relámpago que ilumina el horizonte por la noche recibe además la denominación de fucilazo.

## Biología
Los organismos vivos reaccionan directamente a la oscuridad de la noche. La luz y la oscuridad también afectan a los ritmos circadianos, los cambios físicos y mentales que se producen en un ciclo de 24 horas. Este ciclo diario está regulado por un "reloj biológico" interno que se ajusta mediante la exposición a la luz. La duración y el momento de la noche dependen de la ubicación y la época del año. Los organismos que son más activos por la noche poseen adaptaciones a la luz más tenue de la noche, el aumento de la humedad y las temperaturas más bajas.

### Animales
Los animales activos principalmente de noche se denominan nocturnos y suelen poseer adaptaciones para la visión nocturna. En los ojos de los vertebrados, dos tipos de células fotorreceptoras perciben la luz. Las células cónicas perciben el color, pero son ineficaces con poca luz; las células bastón perciben sólo el brillo, pero siguen siendo eficaces con luz muy tenue. Los ojos de los animales nocturnos tienen un mayor porcentaje de células de bastón. En la mayoría de los mamíferos, las células bastón contienen ADN densamente empaquetado cerca del borde del núcleo. En los mamíferos nocturnos, esto se invierte con el ADN densamente empaquetado en el centro del núcleo, lo que reduce la dispersión de la luz. Algunos animales nocturnos tienen un espejo, el tapetum lucidum, detrás de la retina. Esto duplica la cantidad de luz que sus ojos pueden procesar.

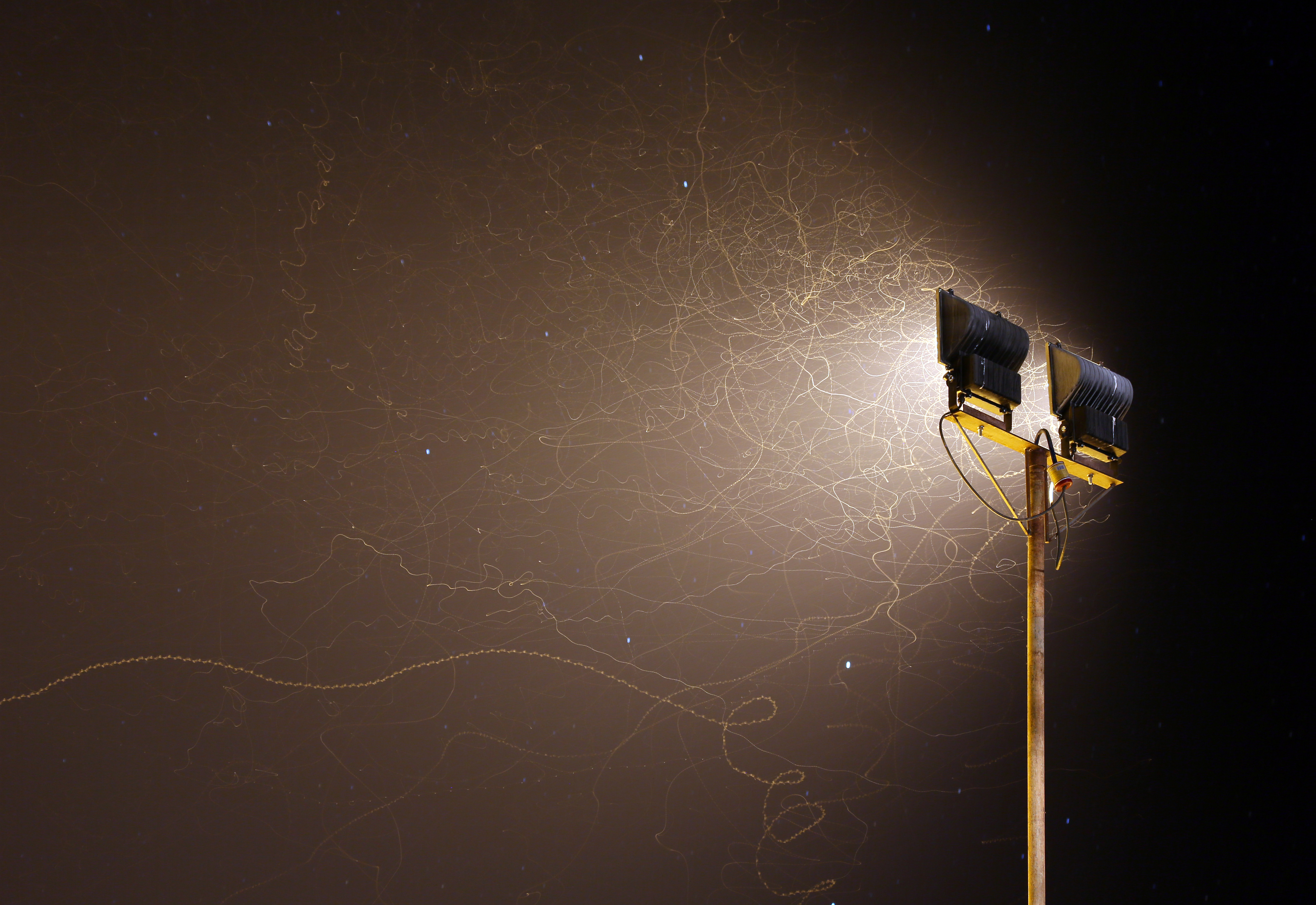
Insectos nocturnos atraídos por una luz artificial.

Los ojos compuestos de los insectos pueden ver con niveles de luz aún más bajos. Por ejemplo, la polilla halcón elefante puede ver en color, incluido el ultravioleta, sólo con la luz de las estrellas. Los insectos nocturnos navegan utilizando la luz de la luna, las fases lunares, la visión infrarroja, la posición de las estrellas y el campo magnético de la Tierra. La iluminación artificial altera el biorritmos de muchos animales. Los insectos nocturnos que utilizan la luna para navegar son especialmente vulnerables a la desorientación provocada por el aumento de la iluminación artificial. Las luces artificiales atraen a muchos insectos nocturnos que mueren de agotamiento y de depredadores nocturnos. La disminución de las poblaciones de insectos perturba el ecosistema en general porque sus larvas son una fuente de alimento clave para los peces más pequeños. Paul Bogard Defensor del cielo oscuro describió la migración antinatural de los insectos que vuelan de noche desde el desierto de Nevada sin luz hacia Las Vegas como "confeti centelleante flotando en la columna blanca del rayo".
Algunos animales nocturnos han desarrollado otros sentidos para compensar la escasez de luz. Muchas serpientes tienen un órgano sensor que percibe la luz infrarroja y les permite detectar el calor. Los ratones nocturnos poseen un órgano vomeronasal que potencia su sentido del olfato. Los murciélagos dependen en gran medida de la ecolocalización. La ecolocalización permite a un animal navegar con su sentido del oído emitiendo sonidos y escuchando el tiempo que tardan en rebotar. Los murciélagos emiten un flujo constante de chasquidos mientras cazan insectos y localizan presas tan finas como un cabello humano.

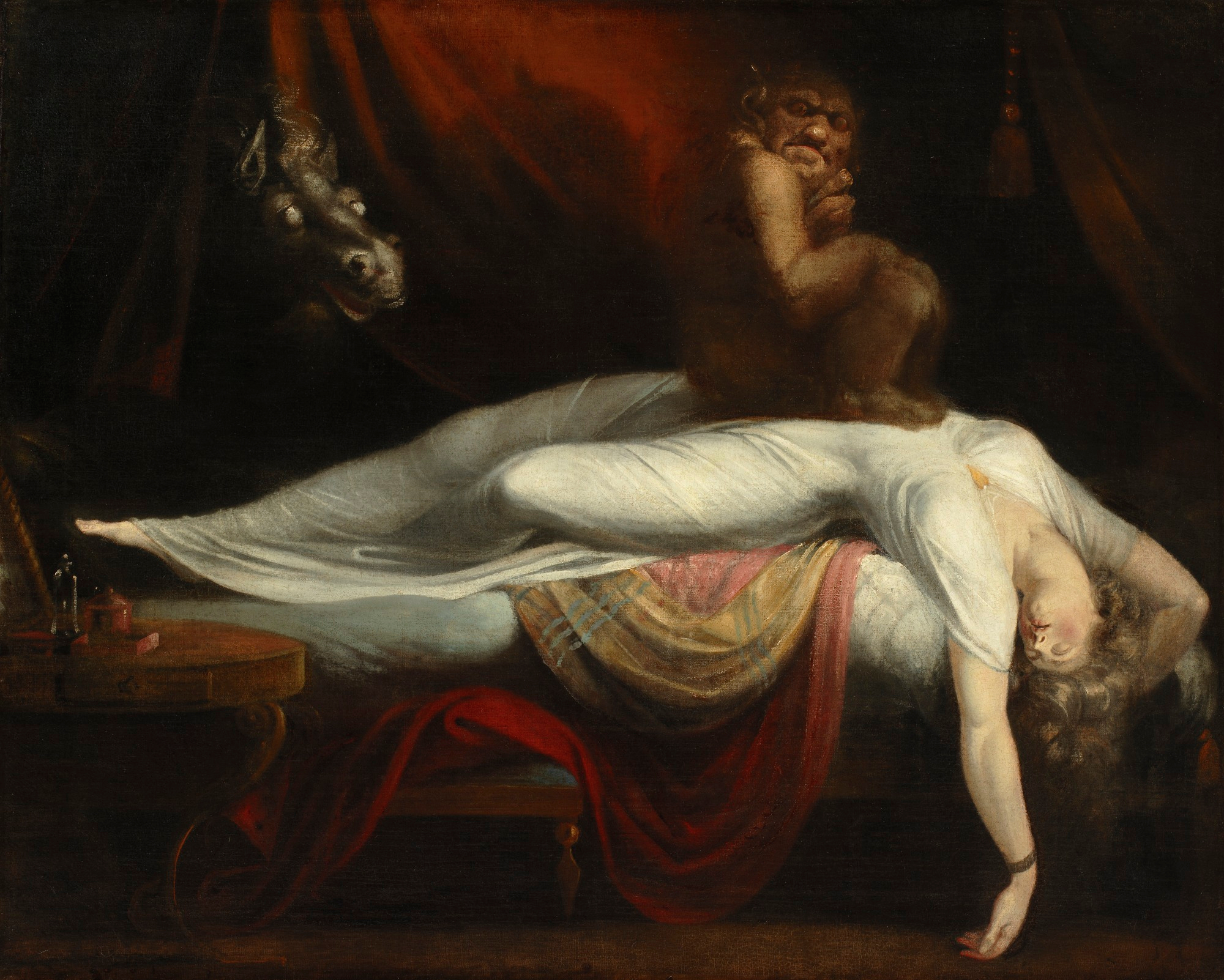
La pesadilla de Fuseli. Pintura de un demonio en el pecho de una mujer dormida.

Las personas y otros animales diurnos duermen principalmente por la noche. Los humanos, otros mamíferos y las aves experimentan múltiples etapas de sueño visibles mediante electroencefalografía. Las etapas del sueño son vigilia, tres etapas de sueño de movimientos oculares no rápidos (NREM) incluyendo sueño profundo, y sueño de movimientos oculares rápidos (REM). Durante el sueño REM, los sueños son más frecuentes y complejos. Los estudios demuestran que algunos reptiles también pueden experimentar el sueño REM. Durante el sueño profundo, los recuerdos se consolidan en la memoria a largo plazo. Lo más probable es que los invertebrados también experimenten una forma de sueño. Los estudios sobre las abejas, que tienen estructuras cerebrales complejas pero no relacionadas, han demostrado mejoras en la memoria después de dormir, de forma similar a los mamíferos.
En comparación con la vida despierta, los sueños son escasos y con detalles sensoriales limitados. Los sueños son alucinatorios o extraños, y suelen tener una estructura narrativa. Existen muchas hipótesis para explicar la función de los sueños sin una respuesta definitiva. Pesadillas son sueños que causan angustia. La palabra "pesadilla" se refería originalmente a los demonios nocturnos que se creía que asaltaban a los soñadores dormidos, como el íncubo (masculino) o el súcubo (femenino). Se creía que los demonios podían sentarse sobre el pecho de un soñador para asfixiar a la víctima, como se representa en La pesadilla' de John Henry Fuseli.

### Hongos

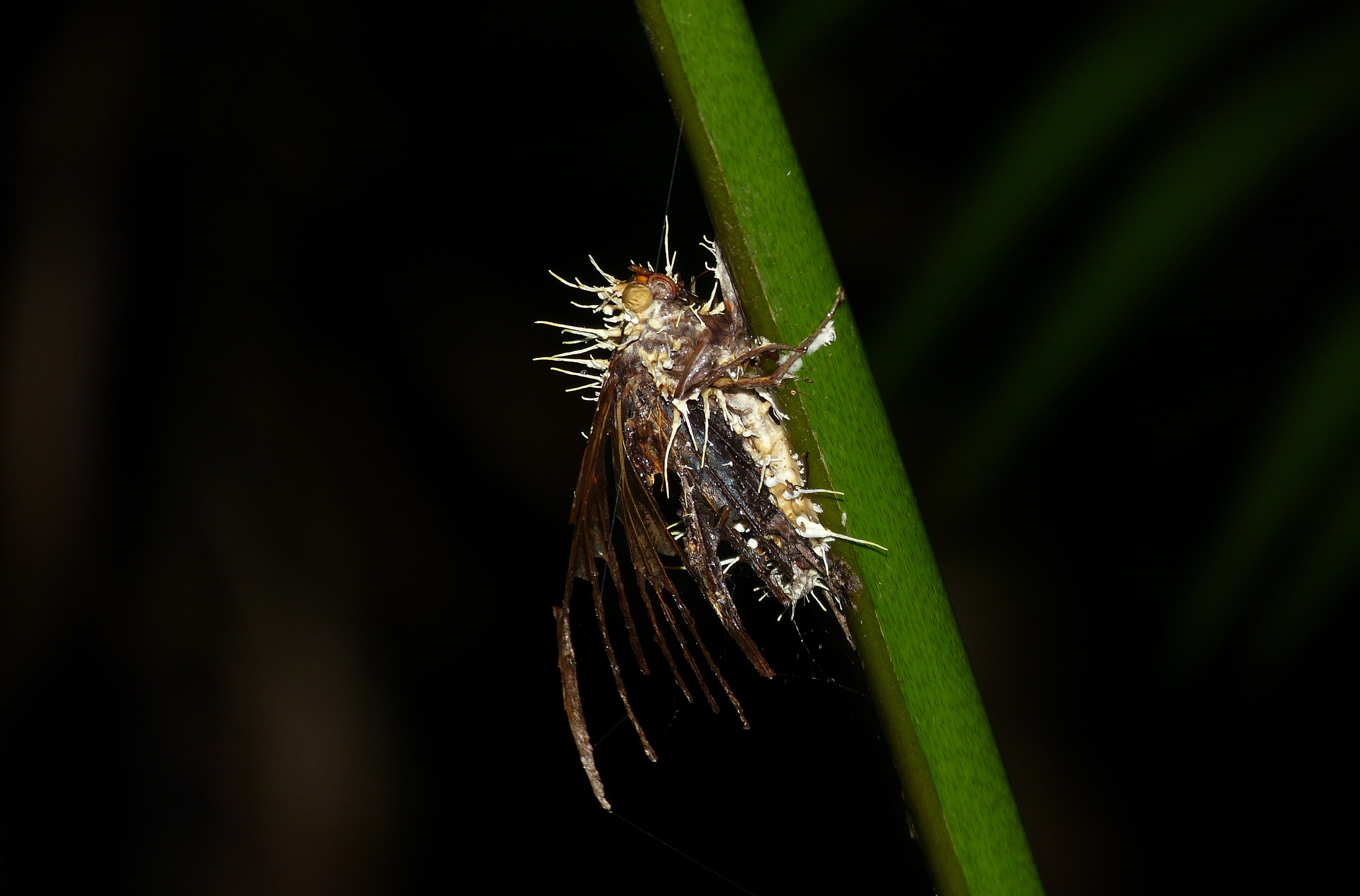
Un hongo entomopatógeno extiende cuerpos fructíferos del cadáver de un insecto huésped.

Los hongos pueden percibir la presencia y la ausencia de luz, y los cambios nocturnos del crecimiento y los procesos biológicos de la mayoría de los hongos son respuestas directas a la oscuridad o al descenso de las temperaturas. Por la noche, los hongos se dedican más a sintetizar componentes celulares y a aumentar su biomasa. Por ejemplo, hongos que se alimentan de insectos infectarán el sistema nervioso central de su presa, lo que permitirá a los hongos controlar las acciones del insecto moribundo. A última hora de la tarde, los hongos pilotarán a su presa a mayor altitud, donde las corrientes de viento pueden transportar sus esporas más lejos. Los hongos matarán y digerirán al insecto al caer la noche, extendiendo cuerpos fructíferos del exoesqueleto del huésped. Pocas especies de hongos tienen verdaderos ritmos circadianos. Una excepción notable es Neurospora crassa, un moho del pan, ampliamente utilizado para estudiar los biorritmos.

### Plantas
Durante el día, las plantas realizan la fotosíntesis y liberan oxígeno. Por la noche, las plantas realizan respiración, consumiendo oxígeno y liberando dióxido de carbono. Las plantas pueden absorber más agua tras la puesta de sol, lo que facilita el crecimiento de nuevas hojas. Como las plantas no pueden crear energía a través de la fotosíntesis después de la puesta del sol, utilizan la energía almacenada en la planta, típicamente en forma de gránulos de almidón. Las plantas utilizan esta energía almacenada a un ritmo constante, agotando sus reservas casi justo al amanecer. Las plantas ajustarán su ritmo de consumo al tiempo previsto hasta el amanecer. Esto evita que se agoten prematuramente las reservas de almidón, y permite a la planta adaptarse a las noches más largas del invierno. Si una planta es sometida a una oscuridad artificialmente temprana, racionará su consumo de energía para durar hasta el amanecer.
Las plantas suculentass, incluidos los cactus, se han adaptado a la limitada disponibilidad de agua en entornos áridos como los desiertoss. Los estomasta de los cactus no se abren hasta la noche. Cuando baja la temperatura, los poros se abren para permitir a los cactus almacenar dióxido de carbono para la fotosíntesis del día siguiente, un proceso conocido como metabolismo ácido de las crasuláceas (MAC). Los cactus y la mayoría de las plantas de floración nocturna utilizan CAM para almacenar hasta el 99% del dióxido de carbono que utilizan en la fotosíntesis diaria. Los cactus ceroideos suelen tener flores que florecen por la noche y se marchitan antes de la salida del sol. Como pocas abejas son nocturnas, las plantas de floración nocturna dependen de otros polinizadores, como polillas, escarabajos y murciélagos. Estas flores dependen más del sentido del olfato de los polinizadores, con perfumes fuertes para atraer a las polillas y olores fétidos para atraer a los murciélagos.
Los organismos Eucariota y procariota que realizan la fotosíntesis también se ven afectados por el anochecer. Al igual que las plantas, las algas pasan a tomar oxígeno y a procesar la energía almacenada en forma de almidón. Las cianobacterias, también conocidas como algas azules, pasan de la fotosíntesis a la fijación de nitrógeno tras la puesta de sol, y absorben ADN a un ritmo mucho mayor.

## La noche en la cultura popular
La noche es el escenario típico de las historias de miedo, ya que la noche se suele asociar al peligro, a los bandidos y animales peligrosos que se ocultan tras la oscuridad. Asimismo, se dice que criaturas fantásticas como los hombres lobo y los vampiros son más poderosos por la noche. Incluso hay criaturas fantásticas malvadas de las que se dice que no soportan la luz solar. En el cristianismo, la noche es asociada con el fin de los días de los seres humanos en la tierra, con la venida de Jesucristo en busca de su Iglesia que está compuesta por todos los cristianos fieles. La noche se compara con el estado moral del hombre bajo la influencia de Satanás. Los cristianos (salvo los ortodoxos, que lo hacen el 6 de enero) celebran la Natividad del Señor a medianoche del 24 de diciembre, lo que se conoce como Noche Buena.
La noche se asocia al final de la jornada diaria, el descanso, la cena y al acto de acostarse a dormir. 
Las noches de los fines de semana (particularmente los días viernes y sábados) son tomadas generalmente para festejo y diversión.
También la noche del 31 de diciembre tiene especial significado ya que se trata del final de un año y la espera del Año Nuevo, lo cual se conoce como Nochevieja o noche de fin de año.